# Elimaea parva
Elimaea parva är en insektsart som beskrevs av Liu, Xiangwei 1993. Elimaea parva ingår i släktet Elimaea och familjen vårtbitare. Inga underarter finns listade i Catalogue of Life.